# Swezeyia metanira
Swezeyia metanira är en insektsart som beskrevs av Ronald Gordon Fennah 1956. Swezeyia metanira ingår i släktet Swezeyia och familjen Derbidae. Inga underarter finns listade i Catalogue of Life.